# 春季関東地区高等学校野球大会 (栃木県勢)
春季関東地区高等学校野球大会の栃木県勢の成績について記す。

## 大会結果
コールドの記載は省略。同年に複数校出場の場合、上から県1位校、2位校、3位校、4位校の順。
| 年度             | 代表校                      | 関東大会戦績 | 備考     |
| ---------------- | --------------------------- | --- | -------- |
| 第1回（1949年）  | 宇都宮工（初出場）          | |          |
| 第2回（1950年）  | 宇都宮商（初出場）          | |          |
| 第3回（1951年）  | 宇都宮工（2年ぶり2回目）    | |          |
| 第4回（1952年）  | 宇都宮（初出場）            | |          |
| 第4回（1952年）  | 宇都宮工（2年連続3回目)     | |          |
| 第4回（1952年）  | 宇都宮商（2年ぶり2回目）    | |          |
| 第5回（1953年）  | 宇都宮工（3年連続4回目）    | |          |
| 第6回（1954年）  | 宇都宮工（4年連続5回目）    | |          |
| 第7回（1955年）  | 宇都宮工（5年連続6回目）    | |          |
| 第8回（1956年）  | 作新学院（初出場）          | |          |
| 第9回（1957年）  | 作新学院（2年連続2回目）    | |          |
| 第10回（1958年） | 宇都宮工（3年ぶり6回目）    | |          |
| 第11回（1959年） | 大田原（初出場）            | |          |
| 第12回（1960年） | 宇都宮商（8年ぶり3回目）    | |          |
| 第13回（1961年） | 宇都宮学園（初出場）        | |          |
| 第13回（1961年） | 作新学院（4年ぶり3回目）    | |          |
| 第13回（1961年） | 鹿沼農商（初出場）          | |          |
| 第14回（1962年） | 作新学院（2年連続4回目）    | |          |
| 第15回（1963年） | 宇都宮工（5年ぶり7回目）    | |          |
| 第16回（1964年） | 作新学院（2年ぶり5回目）    | |          |
| 第17回（1965年） | 作新学院（2年連続6回目）    | |          |
| 第18回（1966年） | 宇都宮工（3年ぶり8回目）    | |          |
| 第19回（1967年） | 作新学院（2年ぶり7回目）    | |          |
| 第20回（1968年） | 宇都宮工（2年ぶり9回目）    | |          |
| 第20回（1968年） | 小山（初出場）              | |          |
| 第21回（1969年） | 作新学院（2年ぶり8回目）    | |          |
| 第22回（1970年） | 作新学院（2年連続9回目）    | |          |
| 第23回（1971年） | 足利学園（初出場）          | |          |
| 第23回（1971年） | 足利工（初出場）            | |          |
| 第23回（1971年） | 栃木工（初出場）            | |          |
| 第24回（1972年） | 作新学院（2年ぶり10回目）   | |          |
| 第24回（1972年） | 足利工（2年連続2回目）      | |          |
| 第25回（1973年） | 宇都宮学園（11年ぶり2回目） | |          |
| 第25回（1973年） | 作新学院（2年連続11回目）   | | 推薦出場 |
| 第26回（1974年） | 鹿沼商工（13年ぶり2回目）   | |          |
| 第27回（1975年） | 小山（7年ぶり2回目）        | 1回戦 3-2 横浜（神奈川） 準々決勝 1-2x 銚子商（千葉）延長12回                                                              |          |
| 第27回（1975年） | 宇都宮工（7年ぶり10回目）   | 1回戦 0-11 川口工（埼玉）                                                                                                  |          |
| 第28回（1976年） | 佐野日大（初出場）          | 2回戦 1-2 桜美林（東京）                                                                                                   |          |
| 第28回（1976年） | 宇都宮学園（3年ぶり3回目）  | 2回戦 2-6 千葉商（千葉）                                                                                                   |          |
| 第28回（1976年） | 小山（2年連続3回目）        | 2回戦 2-1 巨摩（山梨） 準々決勝 0-8 川口工（埼玉）                                                                         | 推薦出場 |
| 第29回（1977年） | 小山（3年連続4回目）        | 2回戦 1-0 高崎商（群馬） 準々決勝 2-9 早稲田実業（東京）                                                                   |          |
| 第29回（1977年） | 栃木商（初出場）            | 2回戦 5-3 帝京（東京） 準々決勝 1-10 東海大相模（神奈川）                                                                  |          |
| 第29回（1977年） | 宇都宮東（初出場）          | 1回戦 1x-0 日立一（茨城）延長12回 準々決勝 0-6 富岡                                                                        |          |
| 第29回（1977年） | 黒磯（初出場）              | 2回戦 3-5 帝京（東京） |          |
| 第30回（1978年） | 宇都宮商（18年ぶり4回目）   | 2回戦 7-1 身延（山梨） 準々決勝 1-2 前橋（群馬）                                                                           |          |
| 第30回（1978年） | 作新学院（5年ぶり12回目）   | 2回戦 0-4 桐生（群馬） |          |
| 第31回（1979年） | 宇都宮商（2年連続5回目）    | 2回戦 3-0 桜美林（東京） 準々決勝 2-3 上尾（埼玉）                                                                         |          |
| 第31回（1979年） | 足利学園（8年ぶり2回目）    | 2回戦 5-4 早稲田実業（東京） 準々決勝 1-9 前橋工（群馬）                                                                   |          |
| 第32回（1980年） | 宇都宮学園（4年ぶり4回目）  | 2回戦 7-4 千葉商（千葉） 準々決勝 3-5 横浜（神奈川）                                                                       |          |
| 第32回（1980年） | 足利工（8年ぶり3回目）      | 2回戦 2-1 帝京（東京） 準々決勝 0-3 東海大相模（神奈川）                                                                   |          |
| 第33回（1981年） | 宇都宮学園（2年連続5回目）  | 2回戦 2-3 前橋工（群馬）                                                                                                   |          |
| 第33回（1981年） | 足利学園（2年ぶり3回目）    | 1回戦 0-5 東海大浦安（千葉）                                                                                               |          |
| 第34回（1982年） | 足利工（2年ぶり4回目）      | 2回戦 0-2 横浜商（神奈川）                                                                                                 |          |
| 第34回（1982年） | 足利学園（2年連続4回目）    | 1回戦 3-8 関東学園付（群馬）                                                                                               |          |
| 第35回（1983年） | 足利工（2年連続5回目）      | 2回戦 0-1 東海大甲府（山梨）                                                                                               |          |
| 第35回（1983年） | 栃木商（6年ぶり2回目）      | 1回戦 5-4 太田一（茨城） 2回戦 2-4 横浜商（神奈川）                                                                        |          |
| 第36回（1984年） | 宇都宮工（9年ぶり11回目）   | 2回戦 11-5 武相（神奈川） 準々決勝 0-11 東海大甲府                                                                         |          |
| 第36回（1984年） | 葛生（初出場）              | 1回戦 3-2 日本学園（東京） 2回戦 6-1 前橋（群馬） 準々決勝 3-2 千葉商（千葉） 準決勝 0-7 岩倉                              |          |
| 第37回（1985年） | 宇都宮工（2年連続12回目）   | 2回戦 6-3 早稲田実業（東京） 準々決勝 1-5 川口工                                                                           |          |
| 第37回（1985年） | 作新学院（7年ぶり13回目）   | 2回戦 2-5 農大二（群馬）                                                                                                   |          |
| 第37回（1985年） | 葛生（2年連続2回目）        | 1回戦 3-6 立教（埼玉） |          |
| 第37回（1985年） | 鹿沼商工（11年ぶり3回目）   | 1回戦 1-11 東海大相模（神奈川）                                                                                            |          |
| 第38回（1986年） | 葛生（3年ぶり3回目）        | 1回戦 3-5 法政二（神奈川）                                                                                                 |          |
| 第38回（1986年） | 宇都宮商（7年ぶり6回目）    | 1回戦 7-1 日大明誠（山梨） 2回戦 3-2 岩倉（東京） 準々決勝 1-11 拓大紅陵（千葉）                                           |          |
| 第38回（1986年） | 宇都宮南（初出場）          | 2回戦 4-6 緑岡（茨城） | 推薦出場 |
| 第39回（1987年） | 宇都宮南（2年連続2回目）    | 2回戦 4-2 竜ヶ崎一（茨城） 準々決勝 2-4 上尾（埼玉）                                                                       |          |
| 第39回（1987年） | 作新学院（2年ぶり14回目）   | 2回戦0-2常総学院（茨城）                                                                                                   |          |
| 第40回（1988年） | 宇都宮学園（7年ぶり6回目）  | 2回戦 5x-4 中央（群馬）延長12回 準々決勝 3-2 東海大相模（神奈川）                                                          | 推薦出場 |
| 第40回（1988年） | 鹿沼商工（3年ぶり4回目）    | 2回戦 7-2 甲府商（山梨） 準々決勝 1-5 桐蔭学園（神奈川）                                                                   |          |
| 第40回（1988年） | 佐野日大（12年ぶり2回目）   | 1回戦 0-1 埼玉栄（埼玉）                                                                                                   |          |
| 第41回（1989年） | 宇都宮工（4年ぶり13回目）   | 2回戦 3-6 習志野（千葉）                                                                                                   |          |
| 第41回（1989年） | 佐野日大（2年連続3回目）    | 2回戦 6-2 東海大甲府（山梨） 準々決勝 3-2 川口工（埼玉） 準決勝 4-5 農大二（群馬）                                         |          |
| 第42回（1990年） | 宇都宮商（4年ぶり7回目）    | 1回戦 0-2 横浜商（神奈川）                                                                                                 |          |
| 第42回（1990年） | 足利学園（8年ぶり5回目）    | 2回戦 5-11 横浜（神奈川）                                                                                                  |          |
| 第43回（1991年） | 宇都宮学園（3年ぶり7回目）  | 2回戦 0-2 聖望学園（埼玉）                                                                                                 |          |
| 第43回（1991年） | 宇都宮南（4年ぶり3回目）    | 1回戦 3-0 桜美林（東京） 2回戦 9-4 藤嶺藤沢（神奈川） 準々決勝 1-5 春日部共栄（埼玉）                                      |          |
| 第44回（1992年） | 作新学院（5年ぶり15回目）   | 2回戦 3-1 東海大菅生（東京） 準々決勝 1-6 横浜（神奈川）                                                                   |          |
| 第44回（1992年） | 佐野日大（3年ぶり4回目）    | 2回戦 5-0 樹徳（群馬） 準々決勝 5-2 富士学苑（山梨） 準決勝 3-4 東海大相模（神奈川）                                       |          |
| 第44回（1992年） | 宇都宮南（2年連続4回目）    | 1回戦 4-2 伊勢崎商（群馬） 2回戦 0-2 帝京（東京）                                                                          |          |
| 第44回（1992年） | 宇都宮商（2年ぶり8回目）    | 1回戦 2-5 日大三（東京）                                                                                                   |          |
| 第45回（1993年） | 佐野日大（2年連続5回目）    | 2回戦 9-2 二松學舍大附（東京） 準々決勝 3-5 横浜（神奈川）                                                                 |          |
| 第45回（1993年） | 葛生（7年ぶり4回目）        | 1回戦 14-3 川越商（埼玉） 準々決勝 5-6 常総学院（茨城）                                                                    |          |
| 第46回（1994年） | 佐野日大（2年連続6回目）    | 2回戦 3-1 春日部共栄（埼玉） 準々決勝 5-6 常総学院（茨城）                                                                 |          |
| 第46回（1994年） | 國學院栃木（初出場）        | 1回戦 5-0 農大二（群馬） 2回戦 12-13 浦和学院（埼玉）                                                                      |          |
| 第47回（1995年） | 宇都宮学園（4年ぶり8回目）  | 2回戦 7-3 土浦日大（茨城） 準々決勝 7-3 銚子商（千葉） 準決勝 0-10 帝京（東京）                                            |          |
| 第47回（1995年） | 足利工（13年ぶり5回目）     | 2回戦 4-3 藤代紫水（茨城） 準々決勝 1-5 伊勢崎工（群馬）                                                                   |          |
| 第48回（1996年） | 宇都宮南（4年ぶり5回目）    | 1回戦 3-6 水戸商（茨城）                                                                                                   |          |
| 第48回（1996年） | 葛生（3年ぶり5回目）        | 2回戦 0-2 甲府工（山梨）                                                                                                   |          |
| 第49回（1997年） | 國學院栃木（3年ぶり2回目）  | 2回戦 1-3 水戸商（茨城）                                                                                                   |          |
| 第49回（1997年） | 宇都宮学園（2年ぶり9回目）  | 2回戦 5-4 土浦日大（茨城） 準々決勝 7-4 東海大浦安（神奈川） 準決勝 1-10 横浜（神奈川）                                    |          |
| 第50回（1998年） | 小山西（初出場）            | 2回戦 3-1 修徳（東京） 準々決勝 0-5 日大藤沢（神奈川）                                                                     |          |
| 第50回（1998年） | 宇都宮学園（2年連続10回目） | 1回戦 10-3 茨城東（茨城） 2回戦 0-2 帝京（東京）                                                                           |          |
| 第51回（1999年） | 宇都宮工（10年ぶり14回目）  | 2回戦 6-2 山梨学院大付（山梨） 準々決勝 0-1 日大三（東京）                                                                 |          |
| 第51回（1999年） | 宇都宮北（初出場）          | 2回戦 0-9 市川（山梨） |          |
| 第51回（1999年） | 國學院栃木（2年ぶり3回目）  | 1回戦 9-4 桐生商（群馬） 2回戦 6-8 桐蔭学園（神奈川）                                                                      |          |
| 第51回（1999年） | 宇都宮学園（3年連続11回目） | 1回戦 4-0 国士舘（東京） 2回戦 2-3 水戸商（茨城）                                                                          |          |
| 第52回（2000年） | 國學院栃木（2年連続4回目）  | 2回戦 1-7 帝京三（山梨）                                                                                                   | 推薦出場 |
| 第52回（2000年） | 作新学院（8年ぶり16回目）   | 1回戦 10-0 茨城キリスト教学園（茨城） 2回戦 7-4 東海大相模（神奈川） 準々決勝 8-1 前橋工（群馬） 準決勝 2-5 甲府工（山梨） |          |
| 第52回（2000年） | 宇都宮学園（4年連続12回目） | 1回戦 4-9 国士舘（東京）                                                                                                   |          |
| 第53回（2001年） | 葛生（5年ぶり6回目）        | 2回戦 6-7 水戸短大附（茨城）                                                                                               |          |
| 第53回（2001年） | 矢板中央（初出場）          | 2回戦 3-4 桐光学園（神奈川）                                                                                               |          |
| 第54回（2002年） | 作新学院（2年ぶり17回目）   | 2回戦 1-4 日大藤沢（神奈川）                                                                                               |          |
| 第54回（2002年） | 宇都宮工（3年ぶり15回目）   | 1回戦 6-0 伊勢崎東（群馬） 2回戦 2-3 山梨学院大附（山梨）                                                                  |          |
| 第55回（2003年） | 宇都宮工（2年連続16回目）   | 2回戦 6-9 大宮東（埼玉）                                                                                                   |          |
| 第55回（2003年） | 白鷗大足利（13年ぶり6回目） | 1回戦 3-7 桐光学園（神奈川）                                                                                               |          |
| 第56回（2004年） | 文星芸大付（4年ぶり13回目） | 2回戦 3-2 太田市商（群馬） 準々決勝 2-1 関東一（東京） 準決勝 2-7 春日部共栄（埼玉）                                       |          |
| 第56回（2004年） | 國學院栃木（4年ぶり5回目）  | 1回戦 0-7 横浜（神奈川）                                                                                                   |          |
| 第57回（2005年） | 小山（28年ぶり5回目）       | 2回戦 7-8 銚子西（千葉）                                                                                                   |          |
| 第57回（2005年） | 作新学院（3年ぶり18回目）   | 2回戦 3-1 日大高（神奈川） 準々決勝 4-3 桐生第一（群馬） 準決勝 4-2 甲府工（山梨） 決勝 7-6 慶應（神奈川）                 |          |
| 第58回（2006年） | 小山西（8年ぶり2回目）      | 2回戦 1-2 農大二（群馬）                                                                                                   |          |
| 第58回（2006年） | 作新学院（2年連続19回目）   | 2回戦 2-3 桐生商（群馬）                                                                                                   |          |
| 第58回（2006年） | 真岡工（初出場）            | 1回戦 4-5 日大鶴が丘（東京）                                                                                               |          |
| 第58回（2006年） | 青藍泰斗（5年ぶり6回目）    | 1回戦 1-8 東海大相模（神奈川）                                                                                             |          |
| 第59回（2007年） | 國學院栃木（3年ぶり6回目）  | 2回戦 1-2 日大藤沢（神奈川）                                                                                               |          |
| 第59回（2007年） | 足利工大附（初出場）        | 2回戦 1-2 甲府商（山梨）                                                                                                   |          |
| 第60回（2008年） | 宇都宮工（5年ぶり17回目）   | 2回戦 3-8 木更津総合（千葉）                                                                                               |          |
| 第60回（2008年） | 栃木工（37年ぶり2回目）     | 2回戦 0-5 前橋育英（群馬）                                                                                                 |          |
| 第61回（2009年） | 作新学院（3年ぶり20回目）   | 2回戦 1-4 帝京（東京） |          |
| 第61回（2009年） | 宇都宮北（10年ぶり2回目）   | 2回戦 1-3 富士学苑（山梨）                                                                                                 |          |
| 第62回（2010年） | 青藍泰斗（4年ぶり7回目）    | 2回戦 0-1x 横浜創学館（横浜）延長11回                                                                                      |          |
| 第62回（2010年） | 作新学院（2年連続21回目）   | 1回戦 2-7 前橋商（群馬）                                                                                                   |          |
| 第63回（2011年） | 大田原（52年ぶり2回目）     | 2回戦 1-7 上尾（埼玉） |          |
| 第63回（2011年） | 文星芸大付（7年ぶり14回目） | 1回戦 4-15 八王子（東京）                                                                                                  |          |
| 第64回（2012年） | 宇都宮工（4年ぶり18回目）   | 2回戦 0-4 東海大甲府（山梨）                                                                                               |          |
| 第64回（2012年） | 作新学院（2年ぶり22回目）   | 2回戦 4-2 南稜（埼玉） 準々決勝 5-1 横浜（神奈川） 準決勝 5-6x 関東一（東京）                                              |          |
| 第65回（2013年） | 佐野日大（19年ぶり7回目）   | 2回戦 1-3 専大松戸（千葉）                                                                                                 |          |
| 第65回（2013年） | 大田原（2年ぶり3回目）      | 2回戦 1-2 桐蔭学園（神奈川）                                                                                               |          |
| 第65回（2013年） | 作新学院（2年連続23回目）   | 1回戦 2-6 日大三（東京）                                                                                                   |          |
| 第65回（2013年） | 白鷗大足利（10年ぶり7回目） | 1回戦 4-1 富士河口湖（山梨） 2回戦 2-3 前橋育英（群馬）                                                                    |          |